# Gare Varsovie-Śródmieście
La gare Varsovie-Śródmieście (en polonais : Dworzec Warszawa Śródmieście), est une gare ferroviaire souterraine de Varsovie. Elle est située dans l'arrondissement de Śródmieście, Aleje Jerozolimskie n°50, entre ulica Marszałkowska et ulica Emilii Plater (pl).

## Histoire
La gare est construite selon le principe de la solution espagnole.